# تپه دل زی
تپه دل زی در شهرستان تاکستان، روستای اورنه واقع شده و این اثر در تاریخ ۱۶ آبان ۱۳۷۹ با شمارهٔ ثبت ۲۸۵۹ به‌عنوان یکی از آثار ملی ایران به ثبت رسیده است.